# Sinningia lindleyi
Sinningia lindleyi är en tvåhjärtbladig växtart som beskrevs av Johannes Conrad Schauer. Sinningia lindleyi ingår i släktet Sinningia och familjen Gesneriaceae. Inga underarter finns listade i Catalogue of Life.